# 卡曼蒂區
卡曼蒂區（西班牙語：Distrito de Camanti），是秘魯的一個區，位於該國南部庫斯科大區的基斯皮坎奇省，始建於1951年10月2日，面積3,174.93平方公里，海拔高度643米，2005年人口1,700，人口密度每平方公里0.54人。